# Операція «Маргарет II»
Операція «Маргарет II» (нім. Unternehmen Margaret ІІ) — операція німецьких військ з окупації Румунії в 1944 році, що була скасована. Планувалася як і операція «Маргарет I», що проводилася для окупації Угорщини.